# Axes de rotation d'un aéronef

Roulis (roll), tangage (pitch) et lacet (yaw) dans un aéronef.

Un aéronef en vol est libre de tourner dans trois dimensions : tangage, le nez vers le haut ou vers le bas sur un axe reliant les ailes ; lacet, le nez à gauche ou à droite autour d'un axe allant de haut en bas ; et roulis, rotation autour d'un axe allant du nez à la queue. Les axes sont alternativement désignés comme latéral, vertical et longitudinal. Ces axes se déplacent avec le véhicule et pivotent par rapport à la Terre en même temps que l'aéronef. Ces définitions ont été, d'une façon analogue, appliquées à des engins spatiaux lorsque le premier vaisseau spatial habité a été conçu à la fin des années 1950.

Roulis
Tangage
Lacet